# Jonas Juška
Jonas Juška (pol. Jan Juszkiewicz, ur. 8 czerwca 1815 w Dilbė niedaleko Żoran, zm. 11 maja 1886 w Kazaniu) – litewski językoznawca.

## Życiorys
Początkowo uczył się w Gimnazjum w Krożach, a w latach 1840–1844 studiował filologię klasyczną na Uniwersytecie w Charkowie. Po studiach był nauczycielem w wielu różnych miastach Imperium Rosyjskiego. Od 1875 r. do śmierci w 1886 r. mieszkał w Kazaniu. W 1990 r. został ekshumowany i pochowany w Wielonie. Młodszym bratem Jonasa był ksiądz Antanas Juška.

## Działalność naukowa
Korespondował z Janem Niecisławem Baudouin de Courtenay. W 1857 r. dokonał w języku rosyjskim recenzji „gramatyki języka litewskiego” Augusta Schleichera. W opracowaniu „dialekty języka litewskiego i litewskiego piśmiennictwa lub ortografii” zaprezentował pierwszą wyczerpującą klasyfikację dialektów języka litewskiego. Podzielił je na dialekt żmudzki, dialekt Małej Litwy, ejragolski i wschodni, dodatkowo określił ich główne cechy. W zapisie języka jako pierwszy wprowadził czeskie litery š, č lub i, ė zamiast polskich sz, cz i literę v zamiast polskiego w. Sugerował użycie znaku ' by wyrazić miękkość litery. W 1863 r. napisał książkę w języku rosyjskim o gramatyce języka litewskiego, nie została ona opublikowana. Pierwszy raz w języku litewskim użył w niej takich sformułowań jak liczebnik, końcówka, sylaba. Napisał „Litewski słownik etymologiczny”, porównał w nim wyrazy litewskie, łotewskie, pruskie i przedstawił ich odpowiedniki w językach słowiańskich. Rozpoczął również pisanie słownika litewsko-rosyjsko-polskiego, którego nigdy nie ukończył. Jonas Juška był pierwszym litewskim językoznawcą, który zainteresował się podobieństwem języka litewskiego do sanskrytu. Brał udział w przygotowywaniu leksykografii do prac folklorystycznych brata Antanasa Juški, redagował słownik litewsko-polski, sfinalizował 10 rozdziałów, przetłumaczył literę L na język rosyjski i doprecyzował tłumaczenie litewskiego na język polski.